# 蕭峯
蕭峯（しょう ほう）は、金庸の武俠小説『天龍八部』に登場する主人公の一人。旧姓は「喬」であり、契丹人だという出生が明らかになるまで、「喬峯」（きょう ほう）と名乗っていた。稀代の豪傑であり、主人公たちのなかでも最年長として、よき兄貴分である。血統的には契丹人であるため、それがもとで苦悩する。漢民族以外の人間を主要キャラクターにおく『天龍八部』の作品テーマを代表するような英雄である。

## 性格・人柄
豪快で酒を好む。自分の出生が漢民族でないということに苦悩し、契丹人として生きることを選択する。それでも漢民族の中で育ち、中原に多くの友人を作ってきたため、漢民族と契丹人の間に争いがない世の中にならないものかと考えている。作中では、慕容博に宋を滅ぼし、契丹と燕で宋の国土を分割しないかと持ちかけられたとき、「そんなことをすれば、契丹・漢族の双方に多くの血が流れる。申し出は受け入れられないし、可能な限り犠牲を出さないのが契丹に対する自分の忠義である」と発言している。契丹への篤い忠誠心と、漢民族への思慕の狭間で、人生の最後まで苦しみ続けた。
その人柄や数々の実績から、多くの人間から慕われており、契丹人と発覚するまでは若くして丐幇の幇主として人望を集めていた。幇主を辞した後も、彼と再会した丐幇の弟子たちが思慕の情を見せていることからも、彼の人望の厚さがうかがえる。「北の喬峯、南の慕容」と呼ばれ、二大俠客として尊敬を集めていた。この時点では、養父の「喬」を姓にし、喬峯と名乗っていた。交友関係として、中原には段誉・虚竹の義兄弟がいる。さらに、契丹の皇帝の耶律洪基とも、互いの身分を知らない頃のこととはいえ、君臣の間を越えて義兄弟になっている。
恋人は、慕容家に仕えていた阿朱。蕭峯が契丹人だと発覚し、周りのすべてが彼を迫害した時も、阿朱だけは蕭峯に変わらぬ愛情を注いでいた。この心づくしに感動した蕭峯は、一回りも年の離れた阿朱を愛したが、過失により自らの手で阿朱を死なせてしまう。正式に結婚していないままであったため、二人の関係は清らかなままだった。阿朱の死後は、阿朱の妹にあたる阿紫を除く一切の女性を近づけることなく、耶律洪基には不思議がられていた。
阿紫に対しては、姉とあまりに違う悪辣な性格に手を焼きつつも、阿朱の遺言もあり世話を焼き続けた。ただ、最後まで阿朱を忘れられず、さらにはことあるごとに「お前の姉の阿朱は…」との発言を繰り返し、阿紫の狂おしいほどの恋心を受け入れなかった。

## 武功
少年期は少林寺で玄苦大師について修行。武芸についてはかなりの才能を示し、作中でも一二を争う腕前。前幇主の命により、数々の難題を乗り越えた末に、二十代の若さで丐幇の幇主に就任している。『射鵰英雄伝』で丐幇の関係者ですらない黄蓉が、十代半ばで幇主となっているが、黄蓉は実力により幇主と選ばれたわけではないので、比較の対象にはならない。
聚賢荘では契丹人であるという理由で、さらに濡れ衣を着せられ、20を超える凄腕の武芸者と戦っている。これに対したった一人で、しかも重症の阿朱という重荷まで抱えながらも、幾人かを返り討ちにしつつ、見事に生還している。少林寺の戦いでも慕容復・荘聚賢（游坦之）・丁春秋という三人の一流武芸者と互角に戦っている。なお、このときは義兄弟の段誉・虚竹らが加勢し、3対3の戦いとなったため、直接打ち倒したのは荘聚賢（游坦之）のみ。さらに、慕容復に苦戦する段誉に適切な助言を与え、戦況を逆転させており、また負けを認めない慕容復を一蹴し、格の違いを見せつけている。
降龍十八掌（こうりゅうじゅうはっしょう）
丐幇の幇主に代々伝わる武芸。「剛」と「陽」の極限と呼ばれ、多くの敵を打ち倒してきた。なお、この武芸は射雕英雄伝の主人公である郭靖、その師匠の洪七公なども習得している。
太祖長拳（たいそちょうけん）
北宋の太祖、趙匡胤が作ったとされる武芸。とりたてて難しいものではなく、江湖ではかなりありふれており、それほど強い武芸でもない。しかし、内力の雄渾な蕭峯が使う限りでは恐ろしい威力を発揮する。
聚賢荘の戦いの時、蕭峯を契丹人であることを理由に非難する少林寺の武芸者に対して使用。「北宋の太祖の武芸」を使う自分を、「インドの異民族である達磨が作った少林拳」が打ち破ってもいいものか、という疑問を投げかけ、相手の士気を鈍らせた。

## 演じた俳優
映画
- 徐少強：『新天龍八部』 1982年 香港
- ドニー・イェン：『シャクラ』（原題：天龍八部之喬峰傳） 2023年 香港・中国

テレビドラマ
- 梁家仁：『天龍八部之六脈神剣』 1982年 無綫電視（TVB） 香港
- 惠天賜：『天龍八部』 1991年 中国電視公司（CTV） 台湾
- フェリックス・ウォン：『天龍八部』 1997年 TVB 香港
- フー・ジュン：『天龍八部』 2003年 中央電視台（CCTV） 中国